# يائير لافي
يائير لافي هو حاخام وسياسي إسرائيلي، ولد في 11 أكتوبر 1952 في طبريا في إسرائيل. نشط حزبياً في شاس. وقد انتخب عضو الكنيست ‏ (21 نوفمبر 1988 – 13 يوليو 1992).